# 平直行
平 直行（たいら なおゆき、1963年12月15日 - ）は、日本の元総合格闘家、元シュートボクサー、格闘技レフェリー。宮城県仙台市出身。ブラジリアン柔術アカデミー「ストライプル」代表。
修斗、空手、ボクシング、ブラジリアン柔術、シュートボクシングなど多くの格闘技を習得して「技のおもちゃ箱」と呼ばれプロのリングで人気を集めた。
板垣恵介による漫画『グラップラー刃牙』の主人公、範馬刃牙のモデルとしても知られている。

## 来歴

### 学生時代
両親が共働きであったため、祖母が家庭の世話をしており、祖母に懐いていた。小学校時代にブルース・リーが大流行し、中学時代からプロレスラーを目指したが、地元の仙台には練習場所がなかったため、東孝の下で極真空手を始めた。
アマチュアボクシング経験がある親類からの勧めで、15歳の時にボクシングの練習を始めた。高校は思い描いた世界がないという理由で1年生の1学期に1度中退し、再入学しているが、伯父から再入学するまでの間、東京でボクシングの武者修行をするように言われ上京。飯田橋にあるラーメン屋で住込みでアルバイトをしながら、午前9時から午後4時まで働き、夕方に田辺ジムで練習した後、帰って再び皿洗いをする毎日を送った。当時の待遇は3食付きで月額2万円であり、給料は休日の食事代と練習後の飲料代、コインランドリー代に消えた。再入学後、ボクシング部に所属した。
一方で空手も継続しており、東孝が極真会館宮城支部から独立して、大道塾を立ち上げた際、平も移籍した。大道塾には西良典、長田賢一、加藤清尚など、北斗旗に名を残す王者が在籍していた。初めての試合では風邪をひいて体調が優れない状態で、体重130kgの相手に対し80kgの平は判定勝利を収め、初の空手大会で敢闘賞を受賞した。

### 上京
高校卒業後に上京した平は、顔面へのパンチを習得し、体を大きくすることを目的として、ボクシングとボディビルのジムに通い始める。この時はプロレスラーを志望しており、池袋駅東口にあった賄い2食付きの喫茶店でアルバイトを始めた。周囲にプロレスラー志望であることを公言していたため、賄いには費用がかかったが、店のスタッフから支援を受け、多くの食事を提供された。また遅番を務めるチーフのコックが来るまで、平を含めてアルバイト3人で店を回していた。そのため平は初日から料理を担当し、半年もすると店のメニュー全部を作れるようになった。
修斗でのデビュー戦を勝利したあと、1984年の秋に、スーパータイガージムのインストラクターとして採用された。その際それまで住んでいた飯田橋のアパートを引き払い、三軒茶屋に引っ越した。北原辰巳（北原光騎）、中村頼永（USA修斗代表）らとスーパータイガージムでインストラクターを務め、プリシューティング選手権では優勝した。
その後、プロとしての活動を行うために当時プロがなかった修斗を離れ、シュートボクシングに転向、シーザージムに移籍して、プロデビュー戦に勝利した。
1989年頃に初めて海外修行に行ったが、この時の目的はタイでムエタイ修行を行うことであった。しかし当時インターネットや携帯電話などがなかったため情報収集が難しく、そのため間違えて国際式ボクシングを行うソット・チタラダジムに入門してしまった。当時のソット・チタラダジムにはボクシング世界チャンピオンのソット・チタラダ、インターナショナルチャンピオンのナパ・キャットワンチャイなど、錚々たるメンバーが揃っていた。平は世界タイトルに挑む前直のキャットワンチャイと練習を行い寝食を共にしたが、練習を物凄い集中力で行う一方で普段は非常にリラックスしているタイの格闘家のその切り替えの巧さに感心を覚えた。
ムエタイ武者修行ではハーパランジムにも訪れた。強すぎて対戦相手がいなくなって国際式ボクシングに転向したディーゼルノイ・チョータナスカン、ムエタイ9冠達成のチャモアペット・ハーパラン、当時火の玉小僧のような印象で人気があったパノントワレック・ハーパランなどが揃っていた。
シュートボクシングの世界タイトルマッチでは1990年7月にマンソン・ギブソンと対戦した。。試合が始まると、ギブソンが得意としていたのバックハンドブローを避け、サウスポーからサイドキックを出して応戦し、最初の2Rはポイントで優勢であった。しかし最後の1ラウンドでオーソドックスに戻った途端、ギブソンのバックキックがまともにボディに入ってKO負けした。
1990年には正道会館のオープントーナメント全日本空手道選手権大会に出場。この大会ではベスト8に輝いている。当時修斗でメインを張れるようになった平が正道会館の試合に出る必要はなかったが、やる必要もないことに挑戦してしまう平の性分が試合への出場に駆り立てた。

### 総合格闘技転向
1992年1月にWKA世界ミドル級チャンピオンでミスターWKAと呼ばれていたデル・クックとシュートボクシングで対戦して判定負け。当時総合格闘技をやりたいと思っていた平は自分の考えを総合格闘技の記者に打ち明け、翌日石井和義に試合を組んでもらえることになった。最初はシーザーも反対していたが、最後は「いいか、やるからには絶対に勝つんだ」と平の練習のために日本大学のレスリング部まで挨拶に行ってくれた。そうして同年3月に正道会館主催の「格闘技オリンピック」に参戦。リングスルールでエリック・エデレンボスと対戦、アームロックで一本勝ちを収めた。
数度のリングス参戦を経てゼンショー総合格闘技部へ移籍するも、膝の負傷により長期欠場。その間にUFC、ブラジリアン柔術が出現するなど総合格闘技界の勢力分布図が大きく変動し、平はこの未知の格闘技を学ぶために1995年2月に単身で渡米、サンフランシスコでカーリー・グレイシーの元でグレイシー柔術を学んだ。当時、特に日本人には絶対に柔術を教えず、どうしても教えてほしいと粘るものには高い受講料をふんだくりスパーリングで潰すという噂のグレイシー一族であったが、石井和義に紹介されたカーリーの存在はあてもなく渡米していた平には青天の霹靂であった。
アメリカからグレイシー柔術を覚えて帰ってきた平は、総合格闘技のルール整備を知った。平はそれまで何でもありの総合格闘技を恐れていたが、この変化に「それは危険から逃げたってことじゃないのか」と違和感を覚えた。同時に見るスポーツとして定着する下地が出来上がったことで格闘技を見るだけで楽しむ人間がいる事実に嫌な気分になり、カーリー・グレイシーから教わった昔ながらのノールールの戦いを行おうと決意した。1995年9月にヤン・ロムルダーと素手によるバーリトゥードで対戦。タックルからのマウントパンチ、それを嫌がって下を向いた相手にチョークスリーパー。1R49秒TKO勝利と、柔術修行の成果を見せた。
10月にブラジルで開催されたバーリトゥード・ブラジル・オープンに出場、しかし海外選手へのファイトマネー未払いという主催者の不手際によって大会は前座3試合が終わった時点で取りやめとなった。会場は暴動寸前になり、大会関係者は椅子を防災頭巾のように頭に乗せて逃げるようにして帰ってきたという。おまけに宿泊先のホテルでは銃殺事件が起き、平は通訳から無用な外出は控えるように進言された。後日、試合中止になった分8人制のトーナメントが埋め合わせとして行われたが、開始時刻が過ぎてもファイトマネーが半額しか用意されなかった。このまま中止になる雰囲気が漂ったが、平が「俺、やってもいいよ」と言い出すと選手一同はやる気になり、ファイトマネー半額の条件でそのまま試合が強行された。この試合ではリングがただの四角い板の間で、マットは布が余って波打つ始末であったため、柔術よりも長くやっていた打撃と前に出る精神で悪条件に対応。1回戦でキックボクサーのモーリス・トラビスに勝利した。なお、この大会の優勝者にはヒクソン・グレイシーへの挑戦権が与えられていたが、プロモーターの金銭トラブルによって準決勝以降は開催されなかった。行きのチケット代も自腹、試合中止によってプロモーターがホテルを途中でキャンセルしたため帰国日までのホテル代も選手持ちと、終始プロモーターの不手際が目立った大会であった。
ロムルダー戦の後もカーリー・グレイシーとの交流は続き、日本とアメリカを行き来してグレイシー柔術を学び続けた平は1996年に日本で初めてのグレイシー柔術アカデミーを開設。東京高田馬場の正道会館東京本部にて正道柔術クラスとして活動を開始した。1998年10月28日の「K-1 JAPAN '98 〜風〜」で3年ぶりに現役復帰しニック・サンゾーとバーリトゥード・マッチを行う予定であったが、直前になって身内の不幸でサンゾーが帰国し、アレクサンダー大塚とエキシビション・マッチを行った。
みちのくプロレスや格闘探偵団バトラーツなどでプロレスラーとしても活動した。2001年3月にはリングスで港太郎にアームロックで一本勝ち。2001年8月にはK-1 ANDY MEMORIAL 2001 JAPAN GP 決勝戦で黒澤浩樹にTKO勝ち。

### 引退
2002年9月22日、古巣であるシュートボクシングで引退試合を行い、ネストー・ジンメルマンにバックドロップでTKO勝利した。
引退後はK-1、シュートボクシング、プロレス（IGF等）でレフェリーを務めた。

## 人物・エピソード
- シュートボクシングでは阿部健一や大江慎と共に三羽烏と称され、デル・アポロ・クック、マンソン・ギブソン、吉鷹弘らと激闘を展開。明るいキャラクターとトリッキーなファイトスタイルで人気を集めた。
- ゼンショーの総合格闘技部に所属していた際にはゼンショーが運営する外食チェーン店「すき家」で勤務していたが、半年ほどで本社勤務になり、比較的恵まれた生活をしていた。当時膝の負傷で長期欠場していたためこのまま引退してもゼンショーで働いていれば困らないのではないかと思っていたが、自分が何をすればい良いか分からないという漠然とした不安からゼンショーを退社している[17]。
- ブラジリアン柔術アカデミー「TRI-FORCE」代表の早川光由は平直行の一番弟子である。
- シュートボクシング時代は、元々自認するように根性がないことと、風呂なしのアパートに住んでいたためアルバイト出勤前に走って汗だらけになってもせいぜい濡れタオルで体を拭くことでしかできなかったことから、走るのが嫌いであった。しかしアルバイト先の店長に事情を話したら、少し早く来て海パン姿になってキッチンで体を洗っても良いと言われ、サボりがちであったロードワークもある程度きちんと行うようになった[18]。
- 武術への関心も深く、徐紀から中国武術を、島田道男から太気拳を、島津兼治から日本の古武術である柳生心眼流を学んでいる。また身体の有効な使い方を求め操体法も学んでおり、格闘技と合わせてこれらの武術や身体操作法も後進に指導している。
- 太気拳気功会に所属し教練として後進の指導にあたっている。武道雑誌の『月刊秘伝』に出筆。同誌とコラボしたDVDなどを多数出している。
- 前身となった正道柔術クラスから2001年にブラジリアン柔術道場「ストライプル」を開設しているが、ストライプルとは、「ストライク（打撃）」と「グラップリング（組み技）」を融合した造語で、作家の夢枕獏が名付け親である。

## 戦績

### シュートボクシング
| 勝敗 | 対戦相手                           | 試合結果         | 大会名                                                                                          | 開催年月日     |
| ○    | ネストー・ジンメルマン             | 2R 1:30 TKO      | SHOOT BOXING The age of S Vol.4                                                                 | 2002年9月22日  |
| ×    | デル・クック                       | 3R終了 判定      |                                                                                                 | 1992年1月30日  |
| ×    | 川上一弘                           | 3R 3:35 KO       | シュートボクシング「BATTLE GAME!! CAESAR FINAL COUNTDOUN Vol.1」 【SB全日本ホーク級王者決定戦】 | 1990年8月26日  |
| ×    | マンソン・ギブソン                 | 4R 4:01 KO       | BATTLE GAME!! 【世界ホーク級タイトルマッチ】                                                    | 1990年7月1日   |
| ×    | ロミサン・ソータニクン（ムエタイ） | 5分3R終了 判定   | SB若手選手vs強豪ムエタイ選手                                                                    | 1988年9月17日  |
| ○    | 川上一弘                           | 延長1回 3:33 TKO | SB新世代戦争                                                                                    | 1988年7月9日   |
| ○    | スティーブ・エワルド               | 本戦 7:06 KO     | SBワールドレボリューション宣言                                                                  | 1988年4月3日   |
| ○    | マイク・ブッシュビイ               | 5分2R 判定       | '87ファイナルマッチ SBvsカナダマーシャルアーツ5対5チェンジングマッチ                            | 1987年12月5日  |
| ○    | 旗野拓美                           | TKO              | シュートボクシングvs沖縄空手チェンジングマッチ                                                  | 1987年10月10日 |
| ○    | 三竜武士（プロ空手）               | 延長1回 3:33 TKO | 格闘技スポーツ元年 第4戦                                                                        | 1987年7月12日  |
| ×    | 高野真澄                           | 本戦 9:54 KO     | 格闘技スポーツ元年 第2戦                                                                        | 1987年3月21日  |
| ○    | 水野達也                           | 本戦 2:36 KO     | 格闘技スポーツ元年 第1戦                                                                        | 1987年1月31日  |

### キックボクシング
| 勝敗 | 対戦相手 | 試合結果   | 大会名                                 | 開催年月日    |
| ○    | 黒澤浩樹 | 2R終了 TKO | K-1 ANDY MEMORIAL 2001 JAPAN GP 決勝戦 | 2001年8月19日 |

### 総合格闘技
| 総合格闘技 戦績 | 総合格闘技 戦績 | 総合格闘技 戦績 | 総合格闘技 戦績 | 総合格闘技 戦績 | 総合格闘技 戦績 | 総合格闘技 戦績 |
| --------------- | --------------- | --------------- | --------------- | --------------- | --------------- | --------------- |
| 8 試合          | (T)KO           | 一本            | 判定            | その他          | 引き分け        | 無効試合        |
| 7 勝            | 0               | 7               | 0               | 1               | 0               | 0               |
| 0 敗            | 0               | 0               | 0               | 0               | 0               | 0               |

| 勝敗 | 対戦相手               | 試合結果                      | 大会名                                   | 開催年月日    |
| -    | 菊野克紀               | エキシビジョンマッチ 3分1R    | 巌流島 全日本武術選手権 2018 in MAIHAMA  | 2018年9月17日 |
| ○    | 港太郎                 | 1R 6:37 アームロック          | リングス BATTLE GENESIS Vol.7            | 2001年3月20日 |
| ○    | モーリス・トラビス     | 1R 4:00 チョークスリーパー    | Brazil Open '95                          | 1995年12月1日 |
| ○    | ヤン・ロムルダー       | 1R 0:49 チョークスリーパー    | K-1 REVENGE II                           | 1995年9月3日  |
| ○    | 山崎浩二               | 2R 0:27 アキレス腱固め        | K-1 GRAND PRIX '94                       | 1994年4月30日 |
| ○    | 玉城厚志               | 5:31 TKO（3ロープエスケープ） | 聖戦 〜SANCTUARY III〜 風林火山 "風の章" | 1993年6月25日 |
| -    | 内田弥                 | エキシビジョンマッチ 5分1R    | K-1 GRAND PRIX '93                       | 1993年4月30日 |
| ○    | 臼田勝美               | 14:03 レフリーストップ        | K-1 聖戦Ⅰ 〜SANCTUARY〜                  | 1993年3月30日 |
| ○    | エリック・エデレンボス | 4R 2:45 反則                  | リングス MEGA-BATTLE 5th 獅子吼          | 1992年6月25日 |
| ○    | エリック・エデレンボス | 1R 1:33 レフリーストップ      | 硬派er-'92格闘技オリンピックⅠ            | 1992年3月26日 |

### 混成ルール
| 勝敗 | 対戦相手 | 試合結果          | 大会名                               | 開催年月日    |
| △    | 後川聡之 | 3分5R終了 判定0-1 | リングス 後楽園実験リーグ'93 ROUND 1 | 1993年2月28日 |

## タイトル歴
- インディペンデントワールド世界ジュニアヘビー級王座

## 著書
- グレイシー秘伝最強肉体改造術 （2000年、徳間書店）ISBN 4198611696
- 平直行のリアルファイト柔術―総合格闘技超テクニック（2001年、徳間書店） ISBN 4198613672
- 平直行の格闘技のおもちゃ箱（2006年、福昌堂）　ISBN 4892247979
- 平直行が行く身体感覚の宝島: 格闘技から武術への気づき（2009年、ＢＡＢジャパン）　ISBN 4862204651
- めざめよカラダ! “骨絡調整術" 骨を連動させて、体の深部を動かす秘術（2016年、ＢＡＢジャパン）　ISBN 4862209777
- カラダのすべてが動き出す! “筋絡調整術"〜筋肉を連動させて、全身を一気に動かす秘術〜（2017年、ＢＡＢジャパン）　ISBN 4814200536
- U.W.F.外伝（2017年、双葉社）　ISBN 4575313157
- 触れるだけでカラダの奥が動き出す！　皮絡調整術と無意識領域の運動　サムライメソッドやわらぎ（2019年、ＢＡＢジャパン）　ISBN 4814202040
- 五感を活用 カラダは三倍動く!: 眠っているところを“無意識的”に活用させる法（2021年、ＢＡＢジャパン）ISBN 4814203969
- 誰も知らない達人術（2022年、ＢＡＢジャパン）ISBN 4814204787

## DVD
- 平直行のリアルファイト柔術
- 平直行　総合武術入門
- 平直行　操体法
- サムライメソッド やわらぎ 0秒で体を変える
- 筋絡調整術
- 古武術で奥から目覚める【骨絡調整術DVD】〜現代人が忘れた秘密のムーブメント〜
- カラダは三倍動く! 【五感で目覚める】無意識の力を起動させる超簡単体操
- 高機能ボディになる！

## メディア出演

### ラジオ
- 真夜中のハーリー&レイス（2018年1月21日）

### テレビ
- 柔術やろうぜ!（2019年11月3日 ‐ 2020年1月27日、tvk） ‐ ゲスト